# Timm Klose
Timm Klose (* 9. Mai 1988 in Frankfurt am Main) ist ein ehemaliger Schweizer Fussballspieler. 

## Vereinskarriere

### BSC Old Boys und FC Basel
Timm Klose ist Sohn eines Deutschen und einer Schweizerin und besitzt deshalb auch die deutsche Staatsangehörigkeit. Er fing im Juli 1993 beim BSC Old Boys Basel mit dem Fussballspielen an, nachdem seine Familie nach Basel, der Heimatstadt seiner Mutter, umgezogen war. Dort fiel er dem FC Basel auf, der ihn für eine Saison in seine U-18 aufnahm, ihn jedoch Ende Saison 2003/04 wieder zu den Old Boys zurückschickte. Dort wurde er zunächst in der U-19 eingesetzt. Der Innenverteidiger hatte zu dieser Zeit (2006) mit dem Gedanken gespielt, seine Fussballkarriere aufzugeben, bevor Trainer Massimo Ceccaroni ihm die Gelegenheit gab, für die erste Mannschaft der Old Boys anzutreten. Erneut weckte Klose die Aufmerksamkeit von Talentscouts und wechselte 2007 für zwei Jahre zur U-21 des FC Basel. Doch weder Christian Gross noch Thorsten Fink trauten dem 193 cm-Hünen den Sprung zum Stammspieler in der ersten Mannschaft zu.

### FC Thun
Anders sah dies der langjährige FCB-Verteidiger und Nationalspieler Murat Yakin, der 2009 den Trainerposten beim FC Thun übernommen hatte. Dieser nutzte die Kontakte zu seinem ehemaligen Stammverein und holte Klose zusammen mit Marco Aratore und Nicolas Schindelholz ins Berner Oberland. Der Abwehrspieler unterschrieb bei den Thunern, die damals in der zweithöchsten Schweizer Liga spielten, einen Zweijahresvertrag bis 2011. In der Saison 2009/10 bestritt Klose 29 Spiele und erzielte zwei Tore. Der FC Thun wurde in dieser Saison Challenge-League-Meister und stieg in die Axpo Super League auf. Kurz darauf verlängerte der FC Thun den Vertrag mit Klose vorzeitig um zwei Jahre bis zum 30. Juni 2013.
Der Innenverteidiger blieb auch in der Spielzeit 2010/11 Teil der Thuner Hintermannschaft, die in dieser Saison die zweitstärkste Abwehr der höchsten Schweizer Liga stellte. Thun kassierte in dieser ersten Saison nach dem Aufstieg weniger Gegentreffer als der Schweizer Meister Basel. In der Direktbegegnung vom 13. November 2010 errang Klose mit seinen Teamkollegen einen 3:1-Sieg. Niemals zuvor hatte eine Thuner Equipe die Basler im St. Jakob-Park bezwungen.

### 1. FC Nürnberg

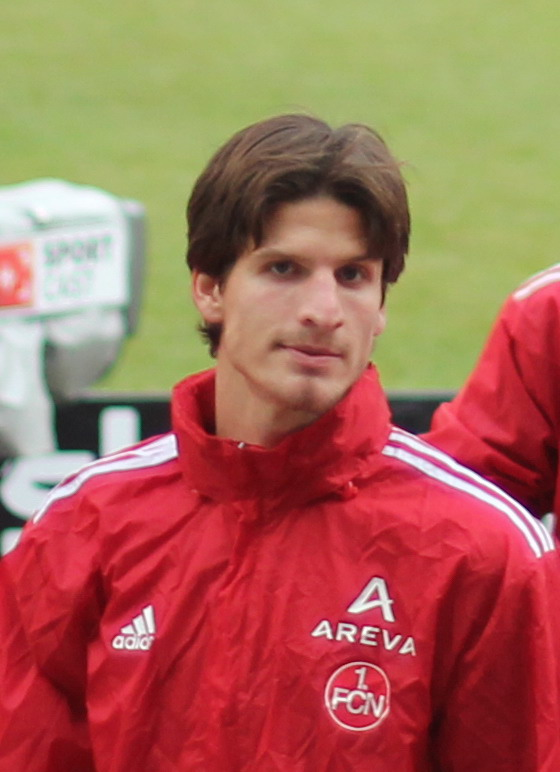
Timm Klose beim 1. FC Nürnberg (2012)

Klose nutzte schliesslich eine Ausstiegsklausel in dem bis 2013 laufenden Vertrag mit den Thunern, um am 26. Mai 2011 einen Dreijahresvertrag in seinem Geburtsland beim damaligen Bundesliga-Klub 1. FC Nürnberg zu unterschreiben. Bei den Franken avancierte Klose rasch zum Leistungsträger und absolvierte in den Spielzeiten 2011/12 und 2012/13 45 Ligaspiele, in denen er zwei Tore erzielte.

### VfL Wolfsburg
Im Juli 2013 wechselte Klose zum Ligakonkurrenten VfL Wolfsburg und unterschrieb einen Vierjahresvertrag. Beim VfL traf er mit Diego Benaglio und Ricardo Rodríguez auf zwei weitere Schweizer, mit denen er am 30. Mai 2015 den DFB-Pokal im Finale gegen Borussia Dortmund gewann.

### Norwich City

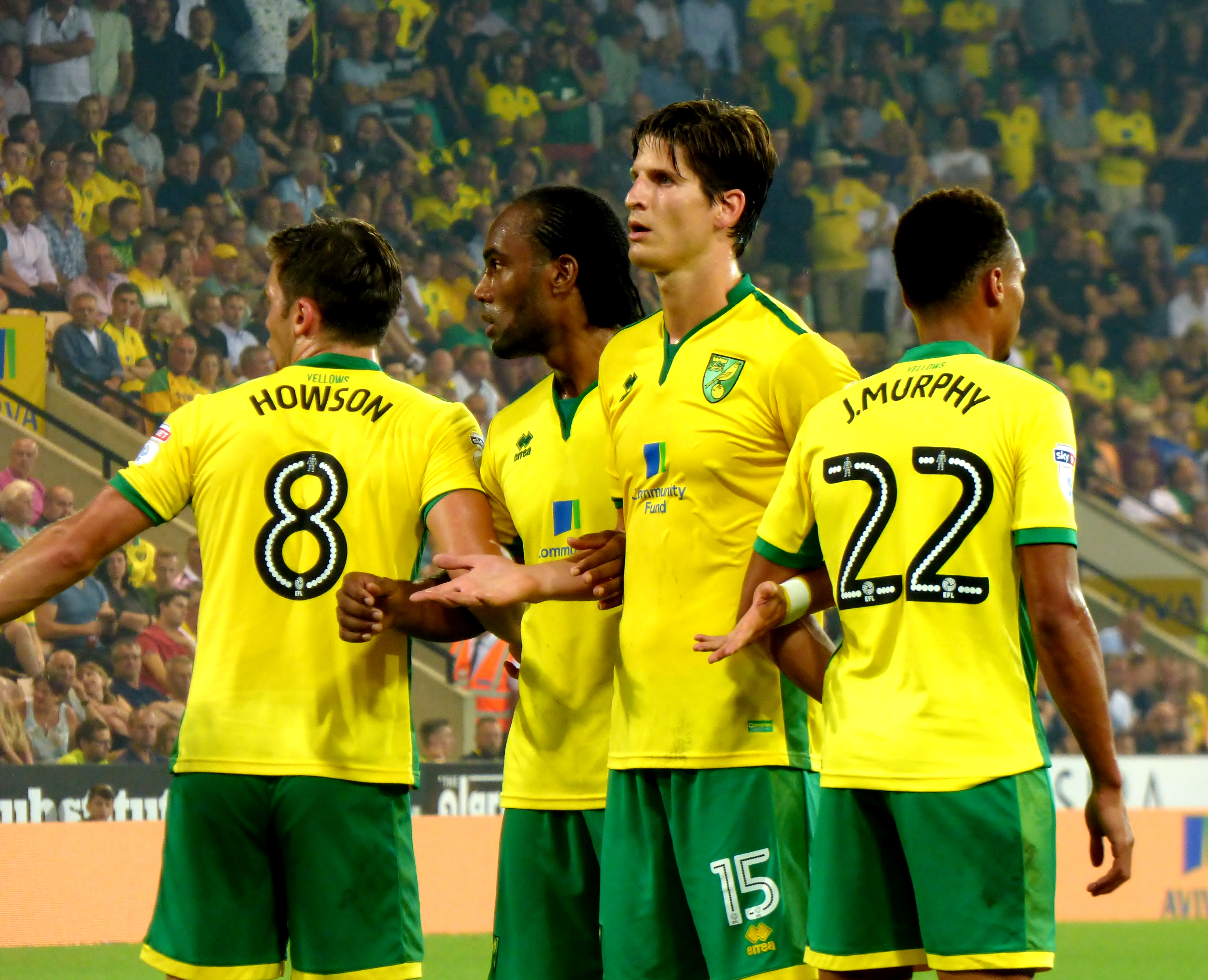
Timm Klose bei Norwich City (2016)

Am 18. Januar 2016 wechselte Klose in die Premier League zu Norwich City. Er erhielt beim abstiegsbedrohten Verein einen bis zum 30. Juni 2019 gültigen Vertrag. Mit der Mannschaft stieg er in die zweitklassige EFL Championship ab. In der Saison 2018/19 feierte er unter Trainer Daniel Farke mit Norwich die Zweitligameisterschaft und kehrte in die Premier League zurück. Am Ende der Saison 2019/20 stieg er mit Norwich City jedoch wieder in zweite Liga ab. Nach dem direkten Wiederaufstieg im Jahr 2021 einigte sich Norwich mit Klose auf eine Vertragsauflösung in beiderseitigem Einvernehmen.

### FC Basel und Bristol City
Anfang Oktober 2020 wechselte der Schweizer auf Leihbasis in seine Heimat zum FC Basel und erzielte im Verlauf der Super League 2020/21 zwei Tore in achtundzwanzig Ligaspielen.
Nach einem knappen halben Jahr ohne Verein unterschrieb der 33-Jährige am 27. Januar 2022 einen Vertrag bis zum Saisonende beim englischen Zweitligisten Bristol City.

## Nationalmannschaftskarriere
Am 11. August 2010 gab Klose unter Trainer Pierluigi Tami bei einem Freundschaftsspiel gegen die griechische U-21 sein Debüt in der Schweizer U-21-Nationalmannschaft. In der Folge bestritt er noch ein weiteres Freundschaftsspiel und wurde bei drei U-21-EM-Qualifikationsspielen eingesetzt. Die letzten Vorbereitungsspiele für die EM-Endrunde vom 7. bis 26. Juni 2011 in Dänemark bestritt das Schweizer U-21-Nationalteam in Saudi-Arabien und Katar während eines Trainingslagers vom 21. bis 30. März 2011. Klose und seine Mannschaftskollegen konnten beide Testspiele für sich entscheiden.
Bei der Europameisterschaftsendrunde in Dänemark bildete Klose ab der zweiten Partie mit Jonathan Rossini die Innenverteidigung, flankiert von den Aussenverteidigern Philippe Koch und Gaetano Berardi, und war einer der Garanten dafür, dass die Schweiz ohne Gegentor erstmals in das Finale einer U-21-Europameisterschaft einzog und sich damit für das Olympische Fussballturnier 2012 in London qualifizierte. Im Finale unterlag man der spanischen Auswahl mit 0:2, Klose war dabei erneut Leistungsträger und hatte in der 78. Minute per Kopf eine Grosschance zum 1:1-Ausgleich. Am 10. August 2011 debütierte er in der Schweizer Nationalmannschaft, als der Verteidiger im Spiel gegen Liechtenstein für Philippe Senderos eingewechselt wurde.

## Spielweise
Als Kloses Stärken gelten seine Antrittsschnelligkeit und sein taktisches Fingerspitzengefühl. Dank seiner Grösse kann er zudem die meisten Kopfballduelle für sich entscheiden und ist auch sonst sehr zweikampfstark.

## Sonstiges
Im Herbst 2019 gab Klose in einem Interview bekannt, dass er schon im Alter von 13 Jahren gekifft und Alkohol getrunken habe. Erst mit 16 Jahren habe er bemerkt, dass diese Exzesse nur schaden würden. Wichtig beim Ausstieg waren vor allem seine Familie und seine Ehefrau.

## Titel und Erfolge
Als Vereinsspieler
Mit dem FC Thun
- Challenge League Meister: 2010 (Aufstieg in die Axpo Super League 2010/11)[25]

Mit dem VfL Wolfsburg
- Deutscher Vizemeister: 2015
- DFB-Pokal-Sieger: 2015[26]
- DFL-Supercup: 2015

Mit Norwich City
- Meister der Championship und Aufstieg in die Premier League: 2018/19

Als Nationalspieler
Mit der U-21 der Schweiz
- Finalist bei der U-21-EM 2011